# Стеббинс, Джордж Ледьярд
Джордж Ледьярд Стеббинс (англ. George Ledyard Stebbins; 6 января 1906 — 19 января 2000) — американский биолог, ботаник и генетик, считающийся одним из ведущих эволюционных биологов XX века.
Член Национальной академии наук США (1952) и Американского философского общества, иностранный член Лондонского королевского общества (1999).

## Биография
Ещё в его ранние годы у него заболела туберкулёзом мать, и семья переехала на Запад, чтобы найти для неё более подходящий климат - сначала в Пасадену, а затем в Колорадо-Спрингс.
Важный формирующий период жизни Стеббинса прошел в Школе Кейт в Санта-Барбаре, где он учился на протяжении четрыех лет. Когда он был, по собственным словам, застенчивым и относительно непопулярным. Он попал под влияние ботаника Ральфа Хоффмана, который многому его научил - касательно растений того района.
В 1924 году поступил в Гарвардский университет. Позже учился там же в аспирантуре, которую окончил в 1931 году.
Одним из ключевых событий в начале карьеры Стеббинса - было его участие на Международном ботаническом конгрессе в Кембридже в Англии в 1930 году. Там он встретил Эдгара Андерсона, который стал его пожизненным другом и коллегой.
Преподавал в Калифорнийском университете в Дейвисе.
В 1992 году подписал «Предупреждение человечеству».
Отмечают, что он всю свою жизнь очень любил природу.
Специализировался на семенных растениях.

## Научные работы
- Variation and Evolution in Plants (1950).
- Processes of Organic Evolution (1966).
- The Basis of Progressive Evolution (1969).
- Chromosomal Evolution in Higher Plants (1971). ISBN 0-7131-2287-0.
- Flowering Plants: Evolution Above the Species Level (1974). ISBN 0-674-30685-6.
- Evolution (1977) with Dobzhansky, Ayala and Valentine.
- Darwin to DNA, Molecules to Humanity (1982). ISBN 0-7167-1331-4.